# DR HD
DR HD var en dansk TV-kanal startad 1 november 2009 av Danmarks Radio som sände HDTV utan extra kostnader (än att man betalade TV-licens i landet man var bosatt i). Inledningsmässigt samsändes vissa program med DR1 eller DR2, men därefter fick DR HD en tablå som skilde sig åt från sina systerkanaler.
Den 28 januari 2013 lades DR HD ned och ersätts av den nya TV-kanalen DR3.

### Fotnoter
1. ↑  ”Seertal uge 45 (2. november 2009 - 8. november 2009)”. TNS Gallup TV-Meter. Arkiverad från originalet den 19 juli 2011. https://web.archive.org/web/20110719124035/http://tvm.gallup.dk/tvm/pm/2009/pm0945.htm.
2. ↑  DR3 går i luften den 28. januar Arkiverad 18 januari 2013 hämtat från the Wayback Machine.